# Masdevallia lucernula
Masdevallia lucernula là một loài thực vật có hoa trong họ Lan. Loài này được Königer mô tả khoa học đầu tiên năm 1981.